# El Mastranto, Dolores Hidalgo
El Mastranto är en ort i Mexiko.   Den ligger i kommunen Dolores Hidalgo och delstaten Guanajuato, i den centrala delen av landet, 280 km nordväst om huvudstaden Mexico City. El Mastranto ligger 2 031 meter över havet och antalet invånare är 201.
Terrängen runt El Mastranto är en högslätt. Runt El Mastranto är det ganska tätbefolkat, med 93 invånare per kvadratkilometer. Närmaste större samhälle är Dolores Hidalgo, 13,7 km sydost om El Mastranto. Omgivningarna runt El Mastranto är i huvudsak ett öppet busklandskap.